# Nematopsis prytherchi
Nematopsis prytherchi is een soort in de taxonomische indeling van de Myxozoa, een stam van microscopische parasitaire dieren. Het organisme komt uit het geslacht Nematopsis en behoort tot de familie Porosporidae. Nematopsis prytherchi werd in 1949 ontdekt door Sprague.